# A-1 Hrvatska košarkaška liga
A-1 Hrvatska košarkaška liga – chorwacka liga koszykówki kobiet najwyższej klasy rozgrywkowej, powstała w 1991. Wcześniej żeńskie zespoły z Chorwacji rywalizowały o mistrzostwo Jugosławii. 

## Zespoły w sezonie 2018–2019
| Zespół                      | Miasto         | Hala (poj.)                           |
| --------------------------- | -------------- | ------------------------------------- |
| ŽKK Zagrzeb                 | Zagrzeb        |                                       |
| Medveščak                   | Zagrzeb        | ŠŠD Pešćenica (600)                   |
| Podravac Giants Virje       | Virje          |                                       |
| Brod na Savi Slavonski Brod | Slavonski Brod |                                       |
| Ragusa PGM Dubrownik        | Dubrownik      | Športska dvorana Gospino polje (1400) |
| Plamen Požega               | Požega         |                                       |
| Pula Crnja Tours            | Pula           |                                       |
| Trešnjevka 2009             | Zagrzeb        | Športska dvorana Trešnjevka (1000)    |
| Mursa Osijek                | Osijek         |                                       |
| Split                       | Split          |                                       |
| Šibenik                     | Szybenik       | Dvorana Baldekin (1500)               |
| Zadar                       | Zadar          |                                       |

## Finały
| Sezon   | Mistrz              | Wicemistrz           | Bilans |
| ------- | ------------------- | -------------------- | ------ |
| 1991–92 | Split               | Montmontaža Zagrzeb  | [ 1 ]  |
| 1992–93 | Split               | Montmontaža Zagrzeb  | 2:1    |
| 1993–94 | Split               | Centar banka         | 2:0    |
| 1994–95 | Centar banka        | Montmontaža Zagrzeb  | [ 1 ]  |
| 1995–96 | Centar banka        | Montmontaža Zagrzeb  | 3:2    |
| 1996–97 | Szybenik Jolly      | Centar banka         | 3:2    |
| 1997–98 | Adriatic osiguranje | Szybenik Jolly       | 3:2    |
| 1998–99 | Montmontaža Zagrzeb | Hrvatski Dragovoljac | 3:1    |
| 1999–00 | Gospić              | Montmontaža Zagrzeb  | 2:0    |
| 2000–01 | Croatia Zagrzeb     | Gospić               | 3:1    |
| 2001–02 | Gospić              | Montmontaža Zagrzeb  | 3:1    |
| 2002–03 | Szybenik Jolly      | Gospić               |        |
| 2003–04 | Gospić              | Szybenik Jolly       | 3:1    |
| 2004–05 | Croatia Zagrzeb     | Szybenik Jolly       |        |
| 2005–06 | Gospić              | Szybenik Jolly       | 3:2    |
| 2006–07 | Szybenik Jolly      | Gospić               | 3:2    |
| 2007–08 | Szybenik Jolly      | Gospić               | 3:1    |
| 2008–09 | Gospić              | Szybenik Jolly       | 3:1    |
| 2009–10 | Gospić              | Szybenik Jolly       | 3:0    |
| 2010–11 | Gospić              | Szybenik Jolly       | 3:0    |
| 2011–12 | Gospić              | Szybenik Jolly       | 3:0    |
| 2012–13 | Nowy Zagrzeb        | Gospić               | 3:2    |
| 2013–14 | Medveščak           | Nowy Zagrzeb         | 3:1    |
| 2014–15 | Medveščak           | Kvarner              | 3:2    |
| 2015–16 | Medveščak           | Zadar                | 3:0    |
| 2016–17 | Medveščak           | Trešnjevka 2009      | 3:0    |
| 2017–18 | Medveščak           | Trešnjevka 2009      |        |

## Bilans mistrzowski
Tabela zawiera także dane z rozgrywek ligi jugosłowiańskiej, stan na koniec rozgrywek 2017/2018.
| Zespół               | Mistrzostwa | Wicemistrzostwa | Zwycięskie lata                                | Wicemistrzowskie lata                                                                          |
| -------------------- | ----------- | --------------- | ---------------------------------------------- | ---------------------------------------------------------------------------------------------- |
| Gospić               | 8           | 5               | 2000, 2002, 2004, 2006, 2009, 2010, 2011, 2012 | 2001, 2003, 2007, 2008, 2013                                                                   |
| Szybenik             | 5           | 11              | 1991, 1997, 2003, 2007, 2008                   | 1988, 1989, 1990, 1998, 2004, 2005, 2006, 2009, 2010, 2011, 2012                               |
| Croatia 2006 Zagrzeb | 5           | 2               | 1995, 1996, 1998, 2001, 2005                   | 1994, 1997                                                                                     |
| Medveščak            | 5           | –               | 2014, 2015, 2016, 2017, 2018                   | –                                                                                              |
| Trešnjevka 2009      | 4           | 16              | 1967, 1982, 1983, 1999                         | 1963, 1966, 1976, 1979, 1980, 1981, 1984, 1985, 1992, 1993, 1995, 1996, 2000, 2002, 2017, 2018 |
| Split                | 4           | 5               | 1992, 1993, 1994, 1998                         | 1950, 1953, 1954, 1955, 1957                                                                   |
| Novi Zagrzeb         | 1           | 2               | 2013                                           | 1999, 2014                                                                                     |
| Zadar                | –           | 2               | –                                              | 1947, 2016                                                                                     |
| Lokomotiva Zagrzeb   | –           | 1               | –                                              | 1952                                                                                           |
| Kvarner Rijeka       | –           | 1               | –                                              | 2015                                                                                           |